# Gratien de Noblens
Gratien Cheynier Le Jouhan de Noblens (Vannes, 8 octobre 1878 - Paris, 7 février 1934) est un militaire, industriel et militant français.

## Biographie
Fils du colonel Paul Cheynier Le Jouhan de Noblens et de son épouse, Marie-Madeleine West, Gratien nait le 8 octobre 1878 à Vannes. Il est l'ainé de quatre frères dont trois morts pour la France (Bernard, Gérard et Olivier) et de quatre sœurs. 
Il est conscrit pendant la première guerre mondiale et se distingue pour sa conduite héroïque pendant celle-ci. Ses frères, Olivier, Bernard puis Gérard meurent successivement en 1915, 1917 et 1918 au combat.
Après la guerre, il dirige l'usine de volets roulants de Bellegarde à Nonancourt. Il adhère par la suite, en 1922 au Syndicat des employés du commerce et des interprofessionnels.
Le 28 février 1924, il épouse Lucie Duval des Jardins (1885-1947) dont il a un fils, Bernard (1926-2018).
En 1933, il s'engage dans le parti Solidarité française.

## 6 février 1934
Il participe, aux côtés de plusieurs organisations dont l'Action française et les Croix-de-feu aux émeutes du 6 février 1934 et est touché d'une balle entre les yeux. Il est ensuite achevé à coups de bottes et à coups de crosse par les gardes mobiles à Cours la Reine. L'un de ses meurtriers aurait déclaré "Ca fera toujours un salaud de moins". Son corps, méconnaissable ne fut identifié que le surlendemain.
Ses obsèques furent célébrés le 12 février 1934 à l'église Saint-François-Xavier. Il est inhumé au père Lachaise.

## Postérité
Sa veuve intente un procès à l’État et à la ville de Paris, sa demande est déboutée. 
Gratien est ensuite érigé en héros par l'Action française.